# ويلي فارلي
ويلي فارلي (بالإنجليزية: Willie Farley)‏ مواليد 22 أغسطس 1975 في شيكاغو، هو لاعب كرة سلة أمريكي. بدأ مسيرته الاحترافية في سنة 1999. يبلغ طوله 6 قدم 4 3⁄4 بوصة (1.9 م).

## المسيرة الاحترافية
لعب مع أديليد ثيرتي سيكسترز في الدوري الأسترالي في موسم 2001–2002، ثم لعب مع أديليد ثيرتي سيكسترز من سنة 2004 إلى 2007، ثم لعب مع فابريانو باسكت في سنة 2007.